# Josef Machovský
Josef Machovský (15. ledna 1873 Hlízov – 10. října 1947) byl český a československý politik a meziválečný senátor Národního shromáždění ČSR za Republikánskou stranu zemědělského a malorolnického lidu.

## Biografie
V letech 1909–1929 byl starostou Hlízova a předsedou okresní organizace Domoviny. V roce 1929 byl zvolen do okresního zastupitelstva. Angažoval se v agrární straně.
V parlamentních volbách v roce 1935 získal senátorské křeslo v Národním shromáždění. V senátu setrval do jeho zrušení v roce 1939, přičemž krátce předtím ještě v prosinci 1938 přestoupil do nově vzniklé Strany národní jednoty. Profesí byl rolníkem v Hlízově.